# أرنولد لويس رافيل
أرنولد لويس رافيل (بالإنجليزية: Arnold Lewis Raphel) (16 مارس 1943 – 17 أغسطس 1988) كان دبلوماسيًا أمريكيًا بارزًا شغل منصب السفير الثامن عشر للولايات المتحدة لدى باكستان. توفي في حادث تحطم طائرة عسكرية باكستانية أثناء خدمته في عام 1988.

## النشأة والتعليم
ولد رافيل في مدينة تروي بولاية نيويورك لعائلة يهودية، وأظهر منذ صغره طموحًا للعمل في المجال الدبلوماسي، إذ كتب إلى وزير الخارجية جون فوستر دالاس وهو في سن الثانية عشرة معبرًا عن اهتمامه بالسلك الدبلوماسي. حصل على درجة البكالوريوس من كلية هاميلتون في عام 1964، ثم درجة الماجستير من جامعة سيراكيوز في العلاقات الدولية عام 1966.

## المسيرة المهنية
بدأ رافيل حياته الدبلوماسية في عام 1966 كقنصل نائب في أصفهان، إيران، ثم كضابط سياسي في السفارة الأمريكية بطهران حتى عام 1971. بعد ذلك شغل مناصب متعددة في وزارة الخارجية، منها مساعد خاص لنائب الوزير للشؤون السياسية وعضو في هيئة تخطيط السياسات.

### أزمة الرهائن في إيران
لعب رافيل دورًا بارزًا في مجموعة العمليات الخاصة التابعة لوزارة الخارجية خلال أزمة الرهائن في إيران عام 1979، حيث ساهم في تنسيق الجهود الدبلوماسية بين الجهات الأمريكية المعنية.

### المناصب العليا
تدرج رافيل في المناصب حتى أصبح نائب مساعد وزير الخارجية لشؤون الشرق الأدنى وجنوب آسيا، ومن ثم نائب مساعد أول لوزير الخارجية، حيث ساهم في السياسات الأمريكية المتعلقة بالمنطقة، خصوصًا أفغانستان وباكستان.

## السفير لدى باكستان
في مايو 1987، عُين رافيل سفيرًا للولايات المتحدة في باكستان وقدم أوراق اعتماده في يونيو من نفس العام. عمل خلال فترة حرجة من الحرب الباردة، حيث كانت باكستان حليفًا رئيسيًا للولايات المتحدة في دعم المجاهدين الأفغان ضد الاحتلال السوفييتي.

## الحياة الشخصية
تزوج ثلاث مرات، كانت الأولى من ميرنا فيغنباوم، وأنجب منها ابنة واحدة، ثم من الدبلوماسية روبين رافيل، وأخيرًا من نانسي هاليداي إيلي. عُرف عنه اهتمامه بالثقافات المحلية وإتقانه لعدة لغات منها الأردية والفارسية.

## الوفاة
في 17 أغسطس 1988، توفي أرنولد رافيل في حادث تحطم طائرة عسكرية باكستانية من طراز C-130 قرب باهوالبور، حيث كان برفقة الرئيس الباكستاني محمد ضياء الحق وعدد من كبار المسؤولين. لم يُعرف سبب التحطم بدقة، وقد أثارت الحادثة شكوكًا دولية.

## التكريم
بعد وفاته، مُنح وسام المواطن الرئاسي من قبل الرئيس الأمريكي جورج بوش الأب عام 1989، تكريمًا لخدمته ومساهماته في السياسة الخارجية الأمريكية.